# يوهانا فون بوتكامر
يوهانا فون بوتكامر (بالألمانية: Johanna von Puttkamer) (11 أبريل 1824 – 27 نوفمبر 1894) نبيلة بروسية، وزوجة مستشار ألمانيا أوتو فون بسمارك.

## روابط خارجية
- يوهانا فون بوتكامر على موقع الموسوعة البريطانية (الإنجليزية)